# Brice Adrien Bizot
Pour les personnes ayant le même patronyme, voir Bizot.
Brice Adrien Bizot, né le 14 avril 1848 à Bitche (Moselle), mort le 18 avril 1929 à Paris 8e, est un général de division de la Première Guerre mondiale.

## Biographie
Il est le fils du général Michel Bizot, tué au siège de Sébastopol. 
Brice Adrien Bizot est diplômé de l'École spéciale militaire de Saint-Cyr en 1868 (promotion 1867-1869-de Mentana).
Il est nommé sous-lieutenant au 75e régiment d'infanterie en octobre 1869. En janvier 1870, il entre à l’École d'état-major, mais sa scolarité est interrompue par la guerre de 1870. Le 6 septembre 1870, il est nommé à l’état-major du Gouverneur militaire de Paris et reçoit une affectation à l’état-major du 1er groupe des gardes mobiles de Paris. 
Nommé lieutenant au 111e régiment d'infanterie le 20 octobre 1870, il est affecté en novembre à l’état-major du 3e corps d'armée de la seconde armée de Paris (puis au 2e corps d'armée en janvier 1871). Il est transféré à l’état-major du général Osmont le 14 avril 1871. Le 12 mai 1871, il est cité à l’ordre de la 1re division du 2e corps d'armée de l’armée de Versailles pour s’être distingué par son courage et son intrépidité la nuit du 10 au 11 mai 1871 en avant de Bourg-la-Reine. Il est versé au 1er bataillon de chasseurs à pied en 1870 et fait chevalier de la Légion d'honneur. 
En juillet 1871, il retourne à l’école d’état-major pour achever son cursus et en sort 22e sur 30. Il effectue ensuite des stages successivement aux 8e Dragons (janvier 1873), 11e Hussards (février 1873), 2e Zouaves (février 1875) et 29e RA (avril 1877). 
Durant cette période, il est en Algérie de décembre 1873 à avril 1877. Il est nommé capitaine le 7 septembre 1874 et il commande une compagnie dans une colonne expéditionnaire en Algérie. 
Le 20 février 1877, il est affecté à l’état-major de la 4e division de cavalerie, puis comme aide de camp du général d’Espeuilles. 
En 1880, il choisit l’arme de l’infanterie à la disparition du corps d’état-major, puis en novembre 1883, il est nommé au 4e régiment d'infanterie. 
Il assiste comme témoin au mariage en 1884 du peintre Louis Maurice Pierrey.
Chef de bataillon le 8 juillet 1886, il est major du 87e régiment d'infanterie, puis en février 1887, commandant au 89e régiment d'infanterie. En juillet, il est détaché avec son bataillon au fort du Mont-Valérien. 
Le 10 novembre 1890, il reprend un poste d’état-major, comme chef d’état-major de la division de Saint Mihiel, devenue 40e division d'infanterie. 
Le 15 mars 1895, il est nommé au 200e régiment d'infanterie, régiment métropolitain formé pour l’expédition de Madagascar. Il part en campagne du 18 avril au 22 décembre 1895. Il y reçoit la médaille de Madagascar, la croix de commandeur du Dragon d’Annam et l’étoile d’Anjouan.
Il est nommé colonel le 26 octobre 1895. De retour en France, nommé général de brigade le 29 août 1900, commandant la 26e brigade d'infanterie du 10 septembre 1900 au 30 décembre 1901. Commandant la 82e brigade d'infanterie (41e division d'infanterie) du 30 décembre 1901 au 25 septembre 1905. Promu le 25 septembre 1905 général de division, membre du comité consultatif d'état-major du 30 septembre 1905 au 26 décembre 1905. Commandant la 18e division d'infanterie (9e corps d'armée) et les subdivisions de région de Châtellerault, de Tours, d'Angers et de Cholet du 26 décembre 1905 au 20 novembre 1912. Il était dans la deuxième section, quand il fut rappelé en septembre 1914 et mobilisé dans la 15e RM. Commandant de la 65e division d'infanterie de réserve, il fait mouvement vers les Hauts de Meuse et occupe une position vers Creuë et Saint-Maurice-sous-les-Côtes. Engagé dans la première bataille de la Marne et dans les combats de Revigny en septembre, où il est rejeté de Seraucourt et du signal d’Heippes (blessé au combat). Relevé de son commandement par le général Sarrail et privé de commandement au front par Joffre le 16 septembre 1914. Il n’occupe plus que des commandements de deuxième ligne. Il est définitivement relevé en mars 1916 comme « Ne possédant plus la vigueur intellectuelle et la fermeté nécessaire pour commander en première ligne une division ».

## Distinctions
- : Grand officier de la Légion d'honneur le 31/12/12 « Cote LH/246/56 »
  - Commandeur de la Légion d'honneur le 30/12/1906
  - Officier de la Légion d'honneur le décembre 1894
  - Chevalier de la Légion d'honneur le 24 juin 1871
- : Croix de Guerre 14-18 avec palme
- : Médaille Commémorative de la Guerre 70-71
- : Commandeur du Dragon d’Annam
- : Commandeur de l’étoile d’Anjouan
- : Commandeur du Nicham Iftikhar le 16 mars 1892
- : 2e classe de l’Ordre de Dannebrog en juillet 1900 (Dk)
- Médaille de Madagascar